# Ombarrops!
Ombarrops! – trzeci album warszawskiego zespołu The Car Is on Fire, nagrany w Soma Studios w Chicago pod okiem Johna McEntire'a. W lipcu 2010 roku album został nominowany do nagrody Superjedynki w kategorii "Płyta rock".

## Spis utworów
1. Death of a Customer
2. Ombarrops!
3. Cherry Cordial
4. Strawberries
5. Usignoli Celesti
6. Evacuation
7. Let's Be Friends
8. Manuel
9. We're Doing Fine, Minerva
10. A Song Like No Other
11. Baby Baby
12. Swedish Samba, Swedish Love